# ابرامس (سی‌دی‌پی)، ویسکانسین
ابرامس (سی‌دی‌پی)، ویسکانسین (به انگلیسی: Abrams (CDP), Wisconsin) یک مکان مختص سرشماری در ایالات متحده آمریکا است که در ابرامس، ویسکانسین واقع شده‌است.

## خصوصیات
ابرامس ۳۴۰ نفر جمعیت دارد و ۲۰۶٫۰۵ متر بالاتر از سطح دریا واقع شده‌است.